# Орел (притока Липа)
Оре́л (рос. Орёл) — річка у Росії, ліва притока Липу. Протікає територією Кезького району Удмуртії.
Починається на південь від колишнього присілка Орел. Тече спочатку на північний захід, в середній течії повертає на південний захід. Впадає до Липу навпроти присілка Нижній Пінькай. Повністю протікає через лісові масиви тайги. Приймає декілька дрібних приток. В нижній течії заболочена, через що там було збудовано дренажну систему каналів.
На річці не розташовано населених пунктів, у верхній течії збудовано автомобільний міст.